# Prior Island
Prior Island ist eine kleine Insel, die östlich der Lamplugh-Insel vor der Scott-Küste des ostantarktischen Viktorialands im Rossmeer liegt. 
Entdeckt und kartiert wurde die Insel von Teilnehmern der Nimrod-Expedition (1907–1909) des britischen Polarforschers Ernest Shackleton. Benannt ist sie nach dem britischen Mineralogen George Thurland Prior (1862–1936), der für das Natural History Museum die geologischen Proben der Expedition untersuchte.